# Poki
Poki — безкоштовна ігрова платформа зі штаб-квартирою в Амстердамі . Запущена в 2014 році платформа містить ексклюзивні онлайн ігри для браузера Crossy Road, Subway Surfers, Color Switch, FC Barcelona Ultimate Rush і Stickman Hook тощо. Платформа охоплює 30 мільйонів користувачів щомісяця.
Poki розробляє власні ігри протягом деякого часу в період, коли HTML5 з'явився як нова технологія для розробки браузерних ігор. Пізніше платформа почала зосереджуватися на співпраці з розробниками комп'ютерних ігор.
Наприкінці 2018 року Poki отримав нагороду Red Dot за новий веб-сайт компанії. Покі також отримав ще одну премію Webby Award у 2019 році.